# Joe Kovacs
Joseph Mathias „Joe“ Kovacs (* 28. Juni 1989 in Bethlehem, Pennsylvania) ist ein US-amerikanischer Kugelstoßer.

## Leben
Kovacs spielte in seiner Jugend American Football an der Bethlehem Catholic High School und betrieb – angeleitet von seiner Mutter – leichtathletische Wurfdisziplinen zunächst als Ergänzungstraining. Mit zunehmendem Erfolg konzentrierte er sich schließlich auf das Kugelstoßen. Von 2007 bis 2011 studierte er an der Pennsylvania State University. In dieser Zeit gewann er zweimal den Titel in der Big Ten Conference.
2012 verpasste Kovacs trotz einer persönlichen Bestleistung von 21,08 m als Vierter der US-amerikanischen Trials die Teilnahme an den Olympischen Spielen in London nur knapp. Im folgenden Jahr blieb er unter seinem neuen Trainer Art Venegas ohne größere Erfolge und erreichte nur eine Saisonbestleistung von 20,82 m. Der Durchbruch in die Weltklasse gelang Kovacs 2014. Er siegte bei den US-amerikanischen Meisterschaften und erzielte mit einer Weite von 22,03 m eine Weltjahresbestleistung.

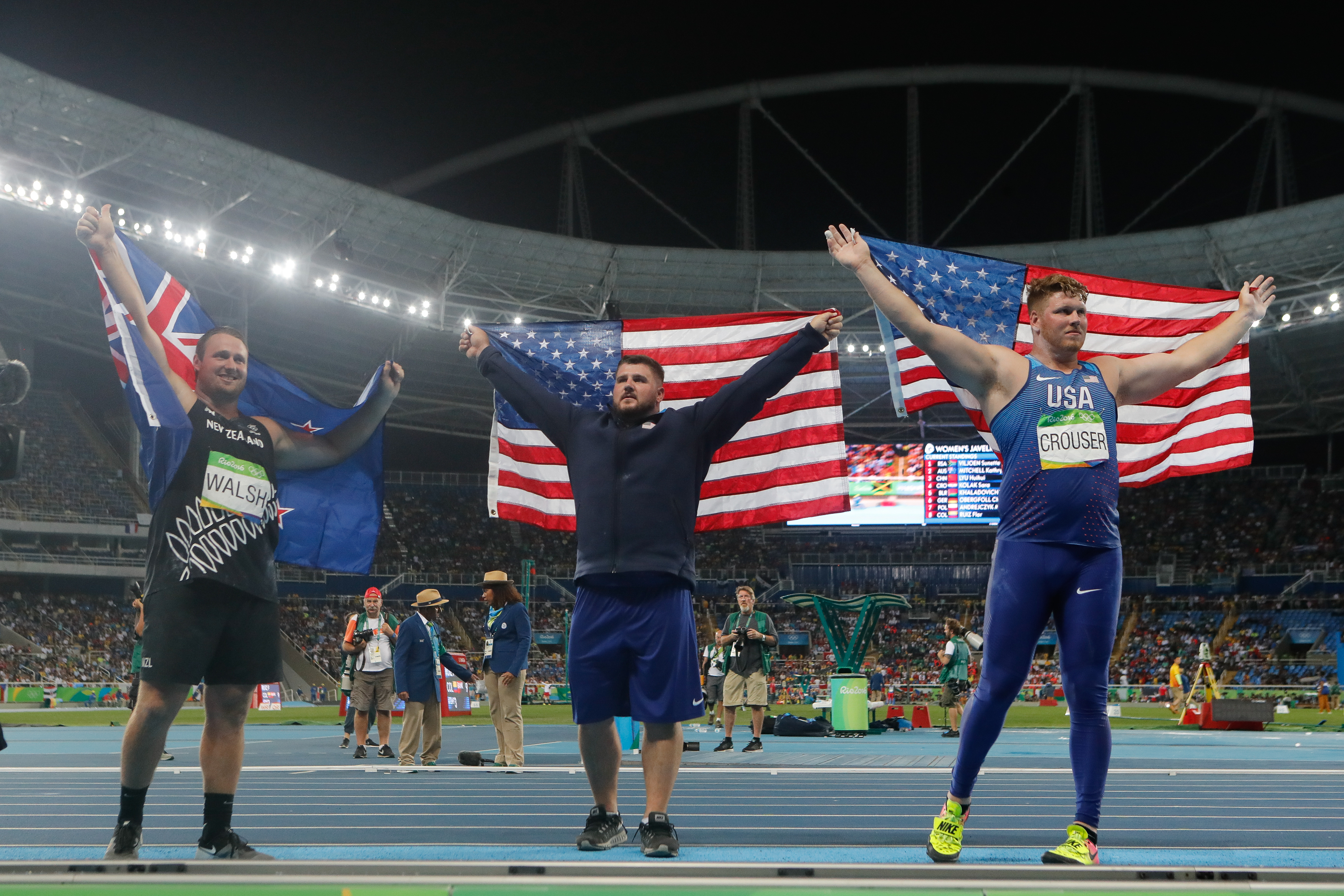
Joe Kovacs (Mitte) bei den Olympischen Spielen 2016

Im April 2015 steigerte Kovacs seine Bestleistung auf 22,35 m. Seit 2010 hatte kein anderer Athlet weiter gestoßen. Die Diamond-League-Saison eröffnete er mit einem vierten Platz beim Qatar Athletic Super Grand Prix in Doha. Es folgten Siege beim Prefontaine Classic in Eugene und beim Adidas Grand Prix in New York City. Bei den US-amerikanischen Meisterschaften verteidigte er seinen Titel erfolgreich. Seine Siegesserie wurde bei der Athletissima in Lausanne durch den Deutschen David Storl unterbrochen. Nur eine Woche später gelang Kovacs beim Herculis in Monaco mit einer Weite von 22,56 m der weiteste Stoß seit 2003. Damit rückte er in der ewigen Weltbestenliste auf den achten Rang vor. Bei den Weltmeisterschaften in Peking wurde er seiner Favoritenrolle gerecht und siegte mit 21,93 m vor Titelverteidiger Storl.
In der Saison 2016 siegte Kovacs beim Prefontaine Classic, bei den Bislett Games in Oslo und bei den London Anniversary Games. Mit einer Saisonbestleistung von 22,13 m reiste er als Führender der Weltjahresbestenliste zu den Olympischen Spielen in Rio de Janeiro an. Dort gewann er mit einer Weite von 21,78 m die Silbermedaille hinter seinem Landsmann Ryan Crouser (22,52 m) und vor dem Neuseeländer Tomas Walsh (21,36 m).
Bei den Weltmeisterschaften 2017 in London qualifizierte sich Kovacs mit Mühe fürs Finale, konnte sich aber dort im Gegensatz zum Favoriten Ryan Crouser (auch USA) steigern und die Silbermedaille holen. Bei seinem letzten Versuch stieß Kovacs die Kugel sogar deutlich über die 22-Meter-Goldmarke, doch war der Versuch ungültig. Dadurch blieb der Rivale Tomas Walsh in Führung und holte Gold.
Bei den Weltmeisterschaften 2019 errang er in Doha im Finale mit einer Weite von 22,91 m die Goldmedaille und stieß damit die Kugel einen Zentimeter weiter als der Silbermedaillengewinner Ryan Crouser und der Bronzemedaillengewinner Tomas Walsh.
Bei den Olympischen Spielen 2020 in Tokio gewann er erneut die Silbermedaille mit einer Weite von 22,65 m, hinter Ryan Crouser (23,30 m) und vor Tomas Walsh (22,47 m).
Auch bei den Olympischen Spielen 2024 in Paris wurde er hinter Ryan Crouser Zweiter.
Kovacs trainiert seit 2013 am U.S. Olympic Training Center in seinem Wohnort Chula Vista.